# 獅子的女兒
參數所指定的目標頁面不存在，建議更正成存在頁面或直接建立下列一個頁面（建立前請先搜尋是否有合適的存在頁面可以取代）：
- 獅子的女兒 (漫畫)

《獅子的女兒》（英語：Lion's Daughter）是台視以慶祝中華民國建國100週年名義自製的八點檔連續劇（電視廣告中稱為「台視百年大戲」），全劇皆在台北取景拍攝，於2010年12月6日舉行開鏡儀式。

## 演员陣容

### 李家（李氏企业、李氏基金会）
| 演员                    | 角色   | 昵称/关系/职业 |
| 林炜                    | 李世渊 | 世渊 林锦雀之夫 苏玉莎之前夫 李文乾-李文泰-李文治-李文静之父 刘真心之公公 李世玟之兄 林一宏之姐夫 鄭明和之前結拜二哥 劉正邦之前結拜二弟 李氏企业 李氏基金会之创办人-前总裁-董事 |
| 方岑                    | 林锦雀 | 锦雀 李世渊之妻 李文乾-李文治之母 李文泰-李文静之繼母 刘真心之婆婆 李世玟之大嫂 林一宏之姐 谢春美之友 李氏企业之财务长-董事 |
| 郭人豪                  | 李文乾 | 文乾 李世渊-林锦雀之子 蘇玉莎之前繼子 李文治之兄 劉真心之大伯 李文靜同父異母之大哥 李文泰同父異母之大哥兼死敵 李世玟之大侄子 林一宏之大外甥 李氏基金会之董事长 |
| 蔡東威 童年由蔡昀佑饰演 | 李文治 | 文治、Birdy 刘真心之夫 李世渊-林锦雀之子 蘇玉莎之前繼子 李文乾之弟 李文泰同父异母之弟 李文静同父異母之三哥 劉真慶之妹夫 李世玟之三侄子 林一宏之二外甥 刘正邦-谢春美之女婿 李氏基金会之执行长→李氏企业之总裁 做事細心善良，很容易對人心軟、相信別人，所以讓自己吃了不少虧。 |
| 王宇婕                  | 刘真心 | 真心 李文治之妻 刘正邦-谢春美之女 刘真庆之妹 李世渊-林锦雀之二媳妇 蘇玉莎之前繼媳婦 李文乾之弟媳 李文泰同父異母之弟媳 李文静同父異母之三嫂 李世玟之三侄媳妇 林一宏之二外甥媳妇 杜珊珊-郑立哲之友 幸福幼育院之前教师→李氏企业之公关部职员→李氏企业之出纳部职员→李氏企业之公关部职员→李氏基金会之执行长秘书兼夫人→李氏企业之业务部协理→李氏企业之总裁秘书兼夫人 做事有條有理，當初父親正邦去世後，得知李氏企業總裁世淵就是兇手，一心只想著報復，所以後進到李氏企業，就是為了要替自己父親報仇。最後得知其實殺自己父親的不是世淵，而是一直跟我們很親近的明和叔所做的，很難以至信。一心只想為自己的父母親報仇，所以找李文泰合作，但自己知道李文泰他根本不大可能幫自己，所以用自己的方式去報仇殺父母兇手的鄭明和。 |
| 陈熙峰 童年由赵柏翰饰演 | 李文泰 | 文泰 李世渊-苏玉莎之子 林錦雀之繼子 李文乾同父异母之弟 李文治同父异母之二哥 劉真心同父異母之二伯 李文静之二哥 李世玟之二侄子 林一宏之继外甥 李氏企业之业务部协理→李氏企业之市调部经理→英达利企业之董事→李氏企业之前副总裁 為人心狠手辣、不擇手段，完全不會留一條後路給人走，一心只想擁有不屬於他的李氏企業，也因這貪婪的個性，讓父親世淵覺得自己沒資格成為李氏企業的接班人，所以使手段除掉自己身邊所有的阻礙，一個都不放過。于第24集被世渊以教唆杀人罪跟掏空罪移送法办 |
| 柯奂如                  | 李文静 | 文静 郑立哲之女友 李世渊-苏玉莎之女 林錦雀之繼女 李文乾-李文治同父异母之妹 劉真心同父異母之小姑 李文泰之妹 李世玟之姪女 林一宏之继外甥女 李氏企业之前出纳部经理→六月名牌包店之前店员 于第25集前往欧洲进修设计 曾陷害過劉真心，栽贓給她業務侵占這條罪名，後來被真心和自己大媽揭穿，後想要用化敵為友這步，利用朋友之情來對付她，好讓她知難而退。後有真心悔改。 |
| 吴玟萱                  | 李世玟 | Claire 李世渊之妹 李文乾-李文泰-李文治&刘真心-李文静之姑姑 于第1集被郑明和开枪枪杀身亡 |

### 刘家
| 演员   | 角色          | 昵称/关系/职业 |
| 吴皓昇 | 刘正邦 刘建国 | 正邦、建国 谢春美之亡夫 刘真庆-刘真心之亡父 李文治之亡岳父 李世淵、鄭明和之前結拜大哥 第4集被郑明和开枪枪杀后不慎落海身亡 |
| 刘瑞琪 | 谢春美        | 春美 刘正邦之妻 刘真庆-刘真心之母 李文治之岳母                                                                            |
| 郑奕   | 刘真庆        | 真庆 刘正邦-谢春美之子 刘真心之兄 李文治之大舅子 李文乾-李文泰-郑明和之前手下 最終得知父亲真正死因而彻底醒悟              |

### 郑家（前英达利企业）
| 演员   | 角色   | 昵称/关系/职业 |
| 翁家明 | 郑明和 | 明和 陈海华之男友 郑立哲之父 劉正邦、李世淵之前結拜弟弟 英达利企业之创办人-前总裁-前董事→李氏企业之前董事 于第25集因误杀立哲导致失心疯、后被警方逮捕而被送往精神院医治       |
| 余秉谚 | 郑立哲 | 立哲 李文静之男友 郑明和之子 跆拳馆之前教练→李氏企业之前业务部协理助理-保镖→李氏企业之前市调部经理助理-保镖→跆拳馆之教练 曾愛過劉真心 于第25集为救真心而被郑明和开枪枪杀身亡 |

### 其他演员
| 演员   | 角色   | 昵称/关系/职业 |
| 林如琦 | 杜珊珊 | 珊珊 刘真心之友、幸福幼育院之前教师→李氏基金会之董事长秘书 |
| 陈妍安 | 陈海华 | 海华 郑明和之女友、李氏企业之公关部主任→李氏企业之前财务长→Rose Blue集团之员工 于第23集郑明和提及已遭其开枪杀害身亡 |
| 陈若萍 | 苏玉莎 | 玉莎 李世渊之前妾、李文泰-李文静之母 李文乾、李文治之前繼母 原是個溫柔善良的女性，後因想讓兒子文泰能夠順利爬上李氏總裁的位子，所以變得殘忍、無情，就是想讓兒子文泰順利上位。于第24集因被世渊揭穿阴谋跟文泰入狱觉得自责无颜面对家人选择离开李家 |
| 苏炳宪 | 林一宏 | 一宏 林锦雀之弟 李世淵之小舅子 李文乾-李文治之舅舅 李文泰-李文静之继舅舅 李氏企业之前财务长 于第18集因文泰检举掏空李氏企业而被警方逮捕 |

## 製作團隊
- 監  製：劉麗惠
- 製作人：謝志文
- 導　演：威德
- 編　劇：蔡郁玲、邵慧婷、張宇忠、鄧莉芬、吳毓青、馬千代、蘇信逸、王相華
- 統　籌：黃義
- 企　劃：游芳瑄、李育倩
- 宣　傳：洪  瑀、陳靖波
- 視覺設計：王盛泰、石凱中、李云、蘇玲瑤
- 外景導演：張藝騰
- 副導演：李端倩
- 場　記：謝智惠、李端倩
- 執行製作：游秉權、林子堯
- 後製協調：傅婷妤
- 場　務：陶玲英、馮維屏、蔡旻翰
- 化妝師：謝蕙君
- 梳妝師：吳美慧
- 梳化助理：馬茗蘭
- 外景梳化：張煒鑫
- 服裝師：劉國勝
- 服裝助理：何玉光、黃念慈
- 美術指導：陳俊臣
- 置景一班：劉清旗、劉邦煜、王澤銘、葉福仁、黃明吉、邱楠慶
- 置景二班：葉輝龍、蘇來全、黃國超、何振清、郭正仁、陳增富、蘇景智、謝俊明、蘇本田
- 置景三班：陳黃宗、楊進岳、陳明坤、洪獻輝、鮑文蔚
- 美術陳設：季正雄
- 小道具：林信良
- 道具助理：龔萬祥、陳俊仁、黨照元、王孟諺、張志宏、丁漢中
- 攝影師：劉繼光
- 外景攝影公司：合瑪製作股份有限公司
- 外景攝影助理：蘇潔益、林奕亨
- 燈光師：蕭俊良、李忠君
- 燈光組：廖欽育、周玫庭
- 跆拳道教練：陳玉燕
- 行銷企劃：劉冠儀、林佳勳
- 網站企劃：林智謙、蔡明賢
- 剪  輯：蔡志盛
- 後  製：何芳城、李明元、孟慶佳、黃東洋
- 音效製作：聲動錄音
- 音  樂：陳惟君
- 效  果：施景彬
- 混  音：黃志龍
- 字  幕：唐秋雯
- 製作公司：點子樹多媒體有限公司
- 場務器材及車輛發電機：永祥影視有限公司
- 技術指導：江純照
- 視  訊：陳拳龍、陳大偉、莫凱翔
- 成  音：李雨正、許元裕、藍錫豐、鍾萬舉、吳庭豐、林長億、蔣光宇、莊承穎、蘇世嘉
- 攝影師：石台義、陳文田、顧志宏、羅文憲、陳益銘、陳啟燦、陳建昌、張興霸、王俊佶、陳力勤、許書綺、楊峻明、吳茂端、鄭嘉明
- 導播: 楊志堅、洪于茹
- 副導播：吳佩諭
- 助理導播: 曹智瑋、李宜璇、葉萬程、曾富郁

## 主題曲

### 片頭曲
《很久沒哭了》
- 作詞：姚若龍
- 作曲：陳小霞
- 演唱：符瓊音

### 片尾預告歌曲
《不服》
- 作詞：謝銘祐
- 作曲：陳建瑋
- 演唱：符瓊音

### 片尾曲
《最怕冷戰》
- 作詞：姚若龍
- 作曲：陳國華
- 演唱：符瓊音

### 插  曲
《忘記我》
- 作詞：劉虞瑞、吳徹
- 作曲：吳徹
- 演唱：符瓊音

《有你才完整》
- 作詞：楊培安
- 作曲：蕭煌奇
- 演唱：符瓊音

## 收視率
| 播映日期 | 週數     | 平均收視率 | 排名 | 集數  |
| --- | -------- | ---------- | ---- | ----- |
| 2011年1月12日－1月13日                                                                                        | 1        | 0.53       | 5    | 01-02 |
| 2011年1月17日－1月20日                                                                                        | 2        | 0.49       | 5    | 03-06 |
| 2011年1月24日－1月27日                                                                                        | 3        | 0.58       | 5    | 07-10 |
| 2011年1月31日－2月1日                                                                                         | 4        | 0.65       | 5    | 11-12 |
| 2011年2月2日播出除夕特別節目《2011超級巨星紅白藝能大賞》 2011年2月3日播出新春特別節目《超級達人秀萬兔來爭冠》 |          |            |      |       |
| 2011年2月7日－2月10日                                                                                         | 5        | 0.55       | 5    | 13-16 |
| 2011年2月14日－2月17日                                                                                        | 6        | 0.49       | 5    | 17-20 |
| 2011年2月21日－2月24日                                                                                        | 7        | 0.50       | 5    | 21-24 |
| 2011年2月28日                                                                                                 | 8        | 0.72       | 6    | 25    |
| 平均收視 | 平均收視 | 0.56       | -    | -     |

- 同時段節目：
  - 大愛《路邊董事長／我愛美金》
- 由AGB尼爾森調查，調查範圍是四歲以上收看電視之觀眾。
資料來源：中時娛樂、凱絡媒體週報

## 電視節目的變遷
- 官方网站－台視
- 獅子的女兒的Facebook專頁

| 台視主頻 每週一至週四 20:00 - 22:10         | 台視主頻 每週一至週四 20:00 - 22:10         | 台視主頻 每週一至週四 20:00 - 22:10 |
| ------------------------------------------- | ------------------------------------------- | ----------------------------------- |
|                                             | 獅子的女兒 （2011年1月12日－2011年2月28日） |                                     |
| 家有四千金 （2010年11月1日－2011年1月11日） | 神斷狄仁傑 （2011年3月1日－2011年3月31日)   |                                     |